# スティーヴィー・サラス
スティーヴィー・サラス（Stevie Salas、1964年11月17日 - ）は、アメリカ合衆国カリフォルニア州サンディエゴ出身のギタリスト、歌手。ネイティヴ・アメリカンの血を引いている。
ブルースやクラシック音楽をルーツとするギタリストが人気を集めていた1980年代末に、ファンクやサイケデリックを強く押し出したメタリックなスタイルが注目を集め、セッション・ギタリストとして頭角を現した。1990年代にソロ活動を始めてから現在に至るまで根強い人気を持つ。

## 来歴
地元でディス・キッズというバンドを結成してシングルを2枚出すものの芽が出ず、ロサンゼルスへ移る。家賃が払えず、ホームレスになってレコーディング・スタジオに寝泊まりしていた22歳の時、ジョージ・クリントンに見出され、アルバム『R&B Skeletons in the Closet』（1986年）でギターをプレイして世に出た。ブーツィー・コリンズ『WHAT'S BOOTSY DOIN'?』（1988年）、ウォズ (ノット・ウォズ)『ホワット・アップ・ドッグ?』（1988年）へのゲスト参加、アンディ・テイラーやロッド・スチュワートとのツアーへの参加など、セッションやハウス・バンドの一員としてキャリアを積む。
そして1989年、アイランド・レコードとソロ契約して、アルバム『スティーヴィー・サラス・カラーコード』（1990年）を発表し、本格的にソロ活動を開始する。しかし、レコード会社との間にトラブルが起きて契約が終了、間もなくバンドのメンバーやマネージャーとも別れることとなる。
ソロ活動を続ける一方で、ブーツィー・コリンズ、バディ・マイルスとともに「ハードウェア」を結成し、アルバム『ハードウェア (Third Eye Open)』（1992年）を発表。バーナード・ファウラーとともにニッケルバッグとしてアルバム『12ヒッツ・アンド・ア・バンプ』（1995年）を発表するなどしている。
2017年には日本の音楽ユニットB'zのボーカリストである稲葉浩志と「INABA/SALAS」名義でアルバム『CHUBBY GROOVE』（2017年）をリリースし、それに伴い日本国内でライブツアーを行う。
また、ギタリストとしても、ミック・ジャガーやロッド・スチュワート、グレン・ヒューズ、リッチー・コッツェン、ザック・ワイルド、テレンス・トレント・ダービー、稲葉浩志、松本孝弘、樋口宗孝、TOKIO、長瀬智也、厚見玲衣、杏里、キャッツ・イン・ブーツ、Charほか、多数のアーティストと共演している。

## ディスコグラフィ

### ソロ・アルバム
- 『スティーヴィー・サラス・カラーコード』 - Stevie Salas Colorcode (1990年)
- 『ブートレグ・ライク・ア・マグ!!』 - Bootleg Like A Mug (Live in Japan) (1992年)
- 『エレクトリック・パウワウ』 - The Electric Pow Wow (1993年)
- 『バック・フロム・ザ・リビング』 - Back From The Living (1994年)
- 『ライブ・イン・ジャパン』 - All That...And Born To Mack (Live in Japan) (1995年)
- 『アンソロジー1987～1994』 - Anthology 1987-1994 (1996年)
- 『オルタ・ネイティブ』 - Alter Native (1996年)
- 『オルタ・ネイティブ・ゴールド』 - Alter Native Gold (1997年)
- Le Bootleg (Live in Paris) (1997年)
- Seoul Power (1997年)
- Viva La Noise (1998年)
- 『ザ・サムタイムズ・オルモスト・ネバー・ワズ』 - The Sometimes Almost Never Was (1998年)
- 『ソル・パワー』 - Sol Power (1999年)
- 『シェイプシフター』 - Shapeshifter - The Rise And Fall of Stevie No Wonder (2001年)
- 『ザ・ソウルブラスターズ・オブ・ザ・ユニヴァース』 - The Soulblasters of The Universe (2004年)
- 『コズミック・フルーティ』 - The Soulblasters of The Universe - Cosmic Flutie A Mixtape For The Underdog (2004年)
- 『ビー・ワット・イット・イズ』 - Be What It Is (2006年)
- 『エッセンシャル・スティーヴィー・サラス VoL 1』 - (2006年)
- 『セット・イット・オン・ブラスト!!』 - Set It On Blast!! (2009年)
- 『ジャム・パワー』 - Jam Power (2010年)

### EP
- 『スタッフ!!』 - Stuff (1991年)
- 『テル・ユア・ストーリー・ウォーキン』 - Tell Your Story Walkin' (1994年)
- 『オルタ・ネイティブ EP』 - Alter Native EP (1996年)
- 『カヴァー・ミー・イン・ノイズ』 - (1997年)

### ハードウェア
- 『ハードウェア』 - Third Eye Open (1992年) ※日本盤はスティーヴィー・サラス・サードアイ名義

### ニッケルバッグ
- 『12ヒッツ・アンド・ア・バンプ』 - 12 Hits And A Bump (1995年)
- Mas Feedback  (1997年)

### INABA / SALAS
- 『CHUBBY GROOVE』 (2017年)
- 『Maximum Huavo』 (2020年)
- 『ATOMIC CHIHUAHUA』 (2025年)